# Haetera lesbia
Haetera lesbia är en fjärilsart som beskrevs av Felix Bryk 1953. Haetera lesbia ingår i släktet Haetera och familjen praktfjärilar. Inga underarter finns listade i Catalogue of Life.